# 哈米什·卡特
哈米什·卡特（英語：Hamish Carter，1971年4月28日—），新西兰男子铁人三项运动员。他曾获得2004年夏季奥运会铁人三项比赛男子个人金牌。他也参加了2000年夏季奥运会，获得第26名。